# 恩尼昂 (伊利諾伊州)
恩尼昂（英語：Enion）是位於美國伊利諾伊州富爾頓縣的一個非建制地區。該地的面積和人口皆未知。

## 地理
恩尼昂的座標為40°16′30″N 90°10′38″W / 40.27500°N 90.17722°W，而該地的平均海拔高度為140米（即459英尺）。